# 등호

잘 알려진 등식

등호(等號, 문화어: 같기표, ＝)는 수학에서 수의 같음을 나타내는 기호이다. 1557년 웨일스인 로버트 레코드가 만들었다. 유니코드와 ASCII에서는 003D(16진법)에 위치해 있다.

## 역사
로버트 레코드가 1557년 《기지(機智)의 숫돌》(The Whetstone of Witte)에서 처음 사용했다. 레코드는 길이가 같은 두 평행한 선분을 보며 ‘어떠한 두 개도 이것보다 더 같을 수는 없다’라고 생각했다고 한다. 다만 당시 레코드가 사용한 등호는 현재의 등호보다 옆으로 더 길었었다.

## 용례
수학적인 쓰임 외에도 같거나 비슷하다는 의미를 가질 때 이 용어를 사용하며, 보통 대명사 격으로 불리는 것을 지칭하기도 한다. 용어의 사용이 이퀄의 일본식 발음인 이코루(イコール)에서 시작됨에 따라 한국에서는 이꼴, 이꼬르 등으로 불린다.
대부분의 프로그래밍 언어에서는 임의의 변수에 값을 할당하는 연산자로 쓰인다. 기존처럼 동치관계를 뜻하는 이항 연산자는 등호를 두 번 연달아 쓴 == 연산자로 대체하곤 한다.

## 관련 기호
근삿값을 나타내는 기호로 “≒”(U+2252)이, 같지 않음을 나타내는 기호로 “≠”(slashed equal sign; U+2260). 합동을 나타내는 기호로 “≡”(U+2261)이 있다.

## 인코딩
- U+003D = equals sign (HTML: &#61;)

관련 항목:
- U+2260 ≠ not equal to (HTML: &#8800; &ne;)

## 같이 보기
- 등식
- 더하기표와 빼기표